# Дёбельн (район)
Дёбельн (нем. Döbeln) — бывший район в Германии. 1 августа 2008 в ходе коммунальной реформы был объединён с двумя другими районами в район Средняя Саксония новообразованного дирекционного округа Хемниц.
Центром района был город Дёбельн. Район входил в землю Саксония. Подчинён был соседнему административному округу Лейпциг. Занимал площадь 424,34 км². Население 71,2 тыс. чел. (2007). Плотность населения составила 168 человек/км².
Официальный код района был 14 3 75.
Район подразделялся на 13 общин.

## Города и общины
Города
1. Вальдхайм (8805)
2. Дёбельн (20 939)
3. Лайсниг (6752)
4. Росвайн (7325)
5. Харта (8193)

Общины
1. Бокельвиц (2797)
2. Гросвайцшен (3243)
3. Мохау (2662)
4. Нидерштригис (1344)
5. Острау (4266)
6. Цигра-Кнобельсдорф (2319)
7. Чайц-Оттевиг (1436)
8. Эберсбах (1082)

Объединения общин
Управление Вальдхайм
Управление Дёбельн
Управление Острау
Управление Росвайн
(30 июня 2007)